# Taïfa de Badajoz
1013–1094
1145–1150
Entités précédentes :
- Califat de Cordoue (1013)
- Almoravides (1145)

Entités suivantes :
- Comté de Portugal (en partie)
- Almoravides (1094)
- Almohades (1150)

La taïfa de Badajoz est le nom d'un royaume (ou taïfa) musulman de la péninsule Ibérique, avec pour capitale Badajoz, pendant le Moyen Âge.
Le royaume ou la taïfa de Badajoz, qui s'établi au début du XIe siècle, est également connu sous le nom de Royaume des Banu Al-Afatas, en référence à la dynastie des Aftasides qui y a régné pendant 72 ans (1022-1094). À son apogée, les frontières de Badajoz s'étendent jusqu’au fleuve Douro au nord, à la Taïfa de Tolède à l'est, à l'Océan Atlantique à l'ouest et à la Taïfa de Séville au sud.

## Histoire et chronologie

### Fondation de la ville de Badajoz et ses débuts (875 - 929)

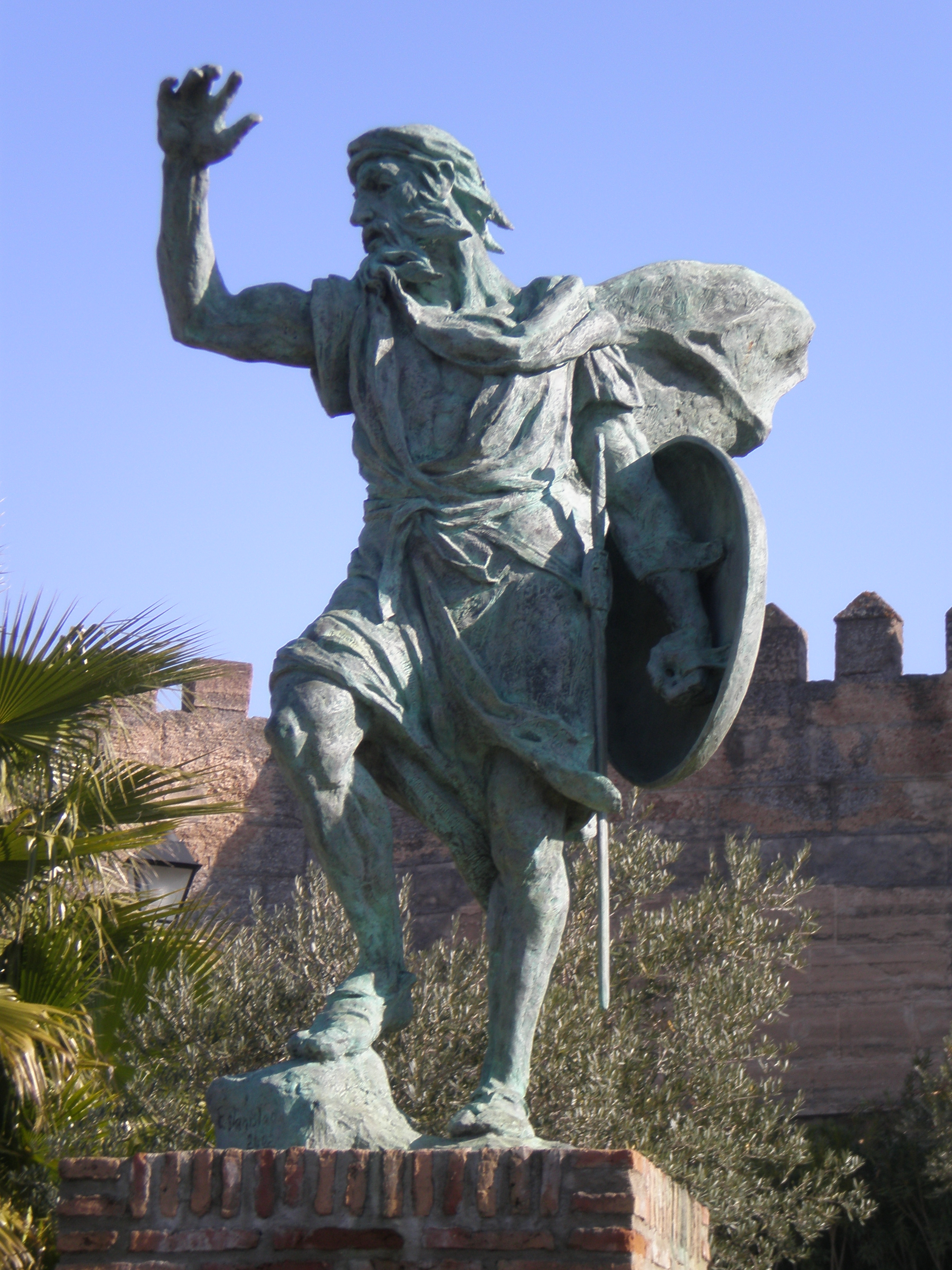
Statue d'Ibn Marwan, fondateur de la ville de Badajoz.

En 875, Ibn Marwan al-Yalliqi (le Galicien) un muladi converti à l'islam, issu d'une illustre famille de la région, a fondé la ville de Badajoz en amont du fleuve Guadiana. Il lui a donné le nom de Batalyios / Batalyaws (en ar : ﺑﻂﻠﻴﻮﺱ). Ibn Marwan fortifie et embellie la ville; il l'entoure d'un grand mur, y construit une forteresse, un bain et deux mosquées. Les premiers habitants de Badajoz, qui viennent de Mérida, y construisent d'autres mosquées.
Ibn Marwan cherche à étendre son pouvoir en annexant des provinces ainsi que des forteresses, notamment la ville de Mérida.
Vers l'an 884, il se soulève contre l'émir de Cordoue, Muhammad Ier, et devient pratiquement indépendant. La ville de Badajoz et les territoires qui en dépendent demeurent assez libres jusqu'en 929, lorsque le calife de Cordoue, Abd al-Rahman III, met fin à cette indépendance. Badajoz retourne donc sous le contrôle des Omeyyades de Cordoue, qui nomment chaque année un wali (dirigeant) sur la région, soumis à l'autorité centrale de Cordoue.

### Fondation de la taïfa et le règne de Sabour al-Saqlabi (1013 - 1022)

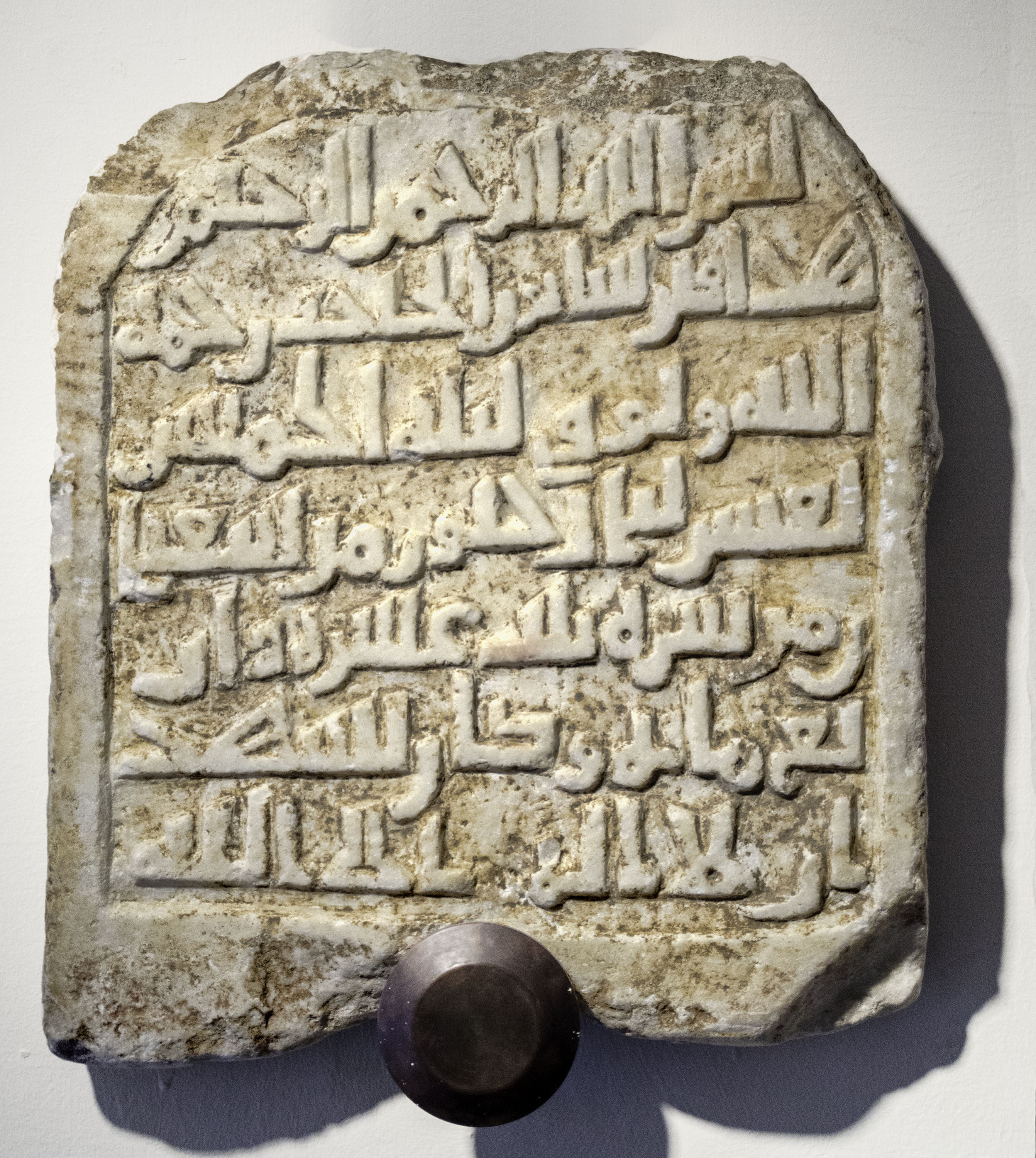
La pierre tombale de Sabour al-Saqlabi.

Après la grande fitna (la guerre civile en al-Andalus au début du XIe siècle), qui met fin au califat de Cordoue, l'affranchi Sabour al-Saqlabi, ancien esclave (Saqaliba) libéré par Al-Hakam II, et wali (gouverneur provincial) d'Algarve créé un royaume (taïfa) indépendant, séparé du califat de Cordoue, avec Badajoz comme capitale. Ce royaume contrôle une grande partie de l'ancienne Lusitanie, y compris Mérida et Lisbonne.
Sabour al-Saqlabi nomme un hadjib (vizir ou premier ministre) andalou aux racines berbères appelé Abdallah ibn Al-Aftas, qui lui succède sur le trône de Badajoz après sa mort en 1022.

### Règne de la dynastie Aftaside (1022 - 1094)

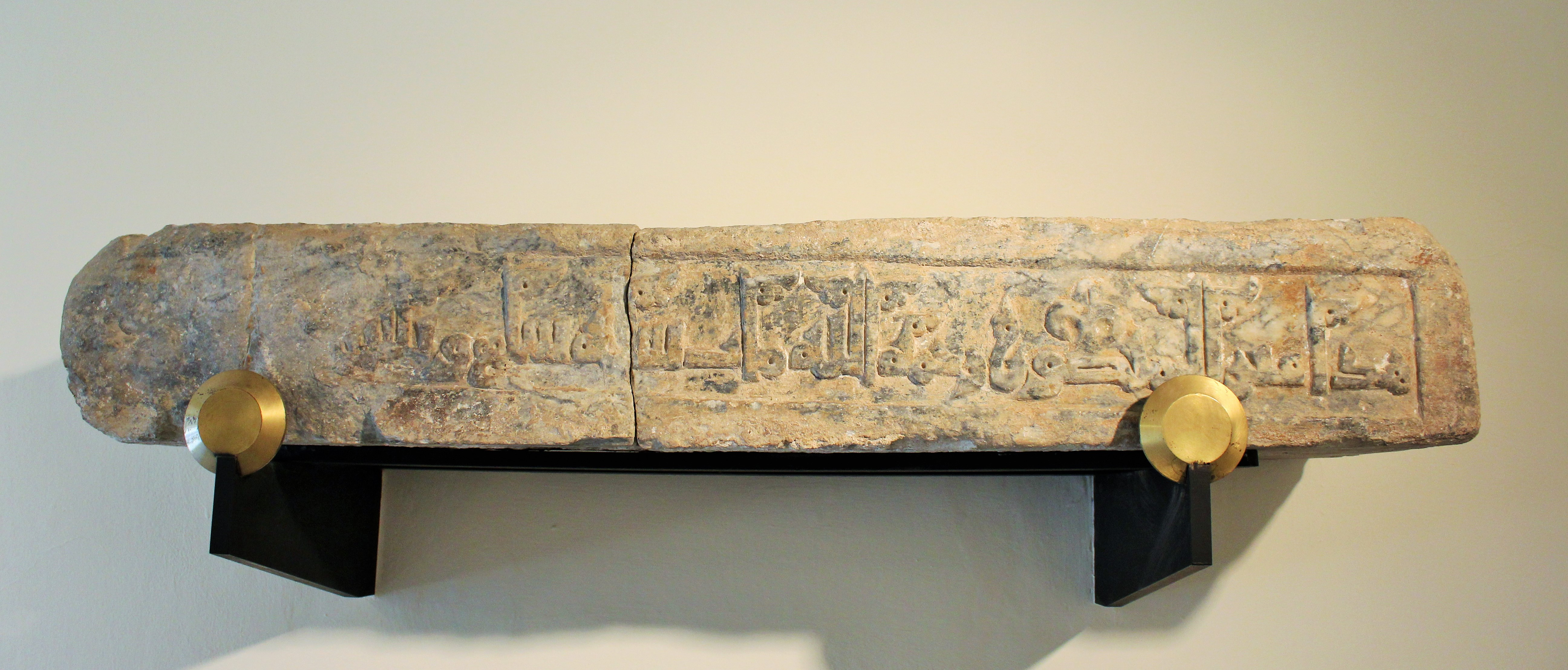
La pierre tombale d'Abdallah ibn Al-Aftas.

En 1022, Abdallah ibn Al-Aftas succède à Sabour al-Saqlabi à la tête de la taïfa de Badajoz,.
Dès le début, la règne d'Abdallah ibn Al-Aftas est caractérisé par des guerres et par la défaite qu'il subit face à Abbad Ier (dynastie des Abbadides), souverain de Séville, et de Mohammed bin Abdullah al-Birzali émir de Carmona. En 1034, Abdallah ibn Al-Aftas se venge d'Abbad Ier,.
Abdallah ibn Al-Aftas, qui est à l'origine un berbère  de la tribu des Meknassas, fonde la dynastie des Aftasides à Badajoz en Al-Andalus. Cette famille règne sur la taïfa de Badajoz; un territoire qui comprend des villes comme celles de Mérida, Lisbonne, Santarém et Coimbra.

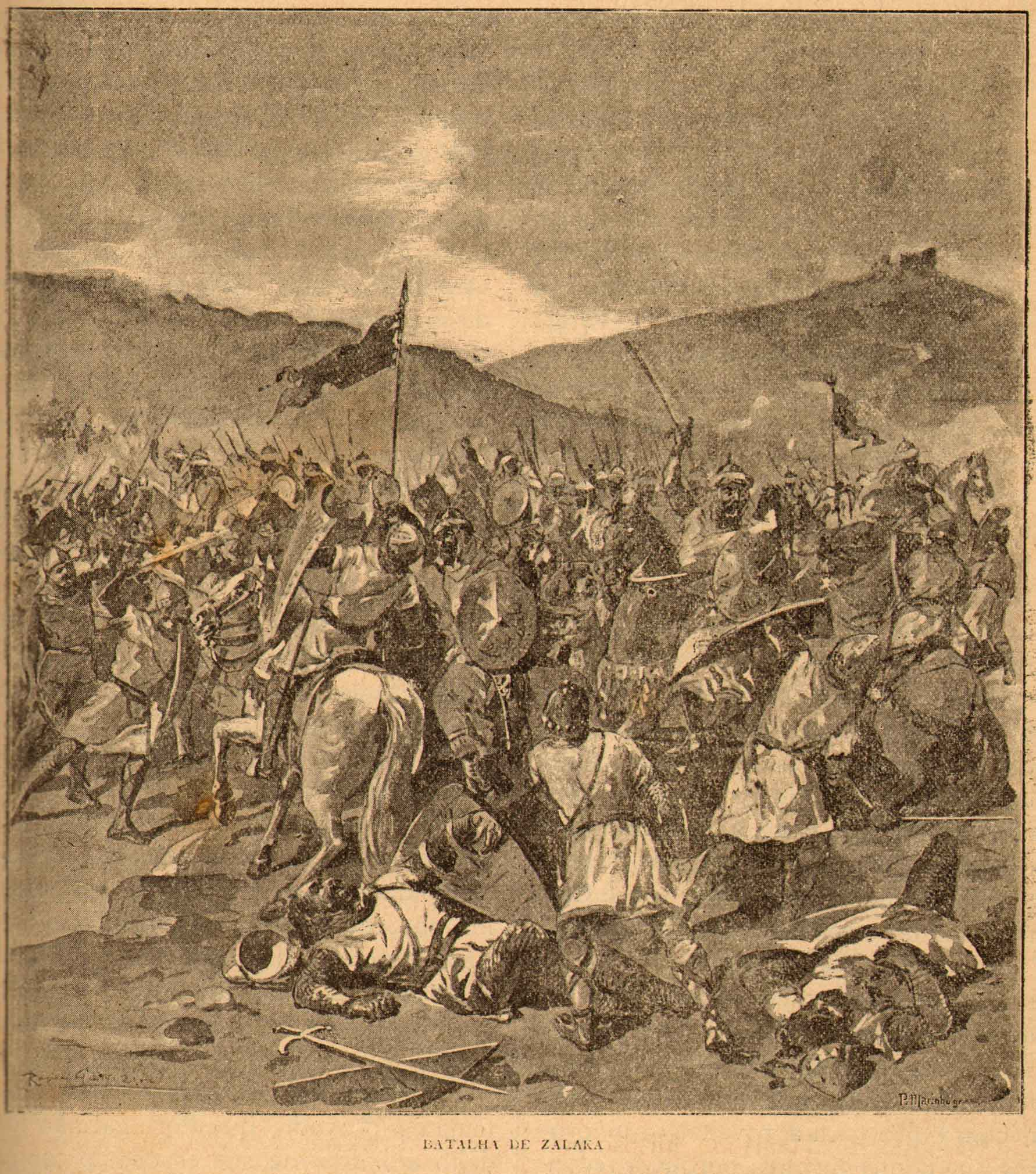
La bataille de Zalaca, illustration d'Alfredo Roque Gameiro.

Après la mort d'Abdallah ibn Al-Aftas en 1045, son fils Abu Bakr Muhammad ibn Abdallah al-Muzaffar lui succède et se retrouve dans une guerre contre Yahyâ al-Ma'mûn, roi musulman de Tolède, et contre Abbad II, monarque musulman de Séville. Au printemps 1055, Abu Bakr al-Muzaffar est battu par Ferdinand Ier de Castille et accepte la paix sur la base d'un tribut annuel.
La taïfa de Badajoz connaît une période de splendeur sous le règne d'Abu Bakr Muhammad al-Muzaffar qui est un soldat, administrateur, érudit et passionné de poésie. Il réalise également une encyclopédie de cinquante ou cent volumes, appelée al-Muzaffari (mémoire des événements). Il meurt en 1068. 
Son fils Yahya ibn Muhammad al-Mansur lui succède et son autre fils Omar ibn Muhammad al-Mutawakkil règne sur la région d'Évora. Les deux frères règnent ensemble; pour Omar les Provinces de l'ouest et Yahya les Provinces de l'est, après la mort de Yahya en 1081, Omar règne sur tout le royaume.
Omar ibn Muhammad al-Mutawakkil combat aux côtés des Almoravides de Youssef ben Tachfine face aux troupes chrétiennes à la Bataille de Sagrajas (1086). 
Cependant en 1094, al-Mutawakkil et sa famille sont tués par les envahisseurs Almoravides en raison de son alliance défensive avec les chrétiens, en échange de la cession des villes de Lisbonne, Santarém et Sintra à Alphonse VI de León. Les Almoravides éliminent ainsi le dernier souverain Aftaside et deux de ses fils (al Fadl et al-Abbas), alors que son dernier fils survivant (n'étant pas à Badajoz), Mansour Ibn el Aftas , se met au service d'Alphonse VI de León et se convertit plus tard au christianisme. Après la chute d'al-Muttawakil, presque toutes les villes et les châteaux de son territoire se soumettent , ce qui met fin à la dynastie des Aftasides et au royaume de Badajoz.

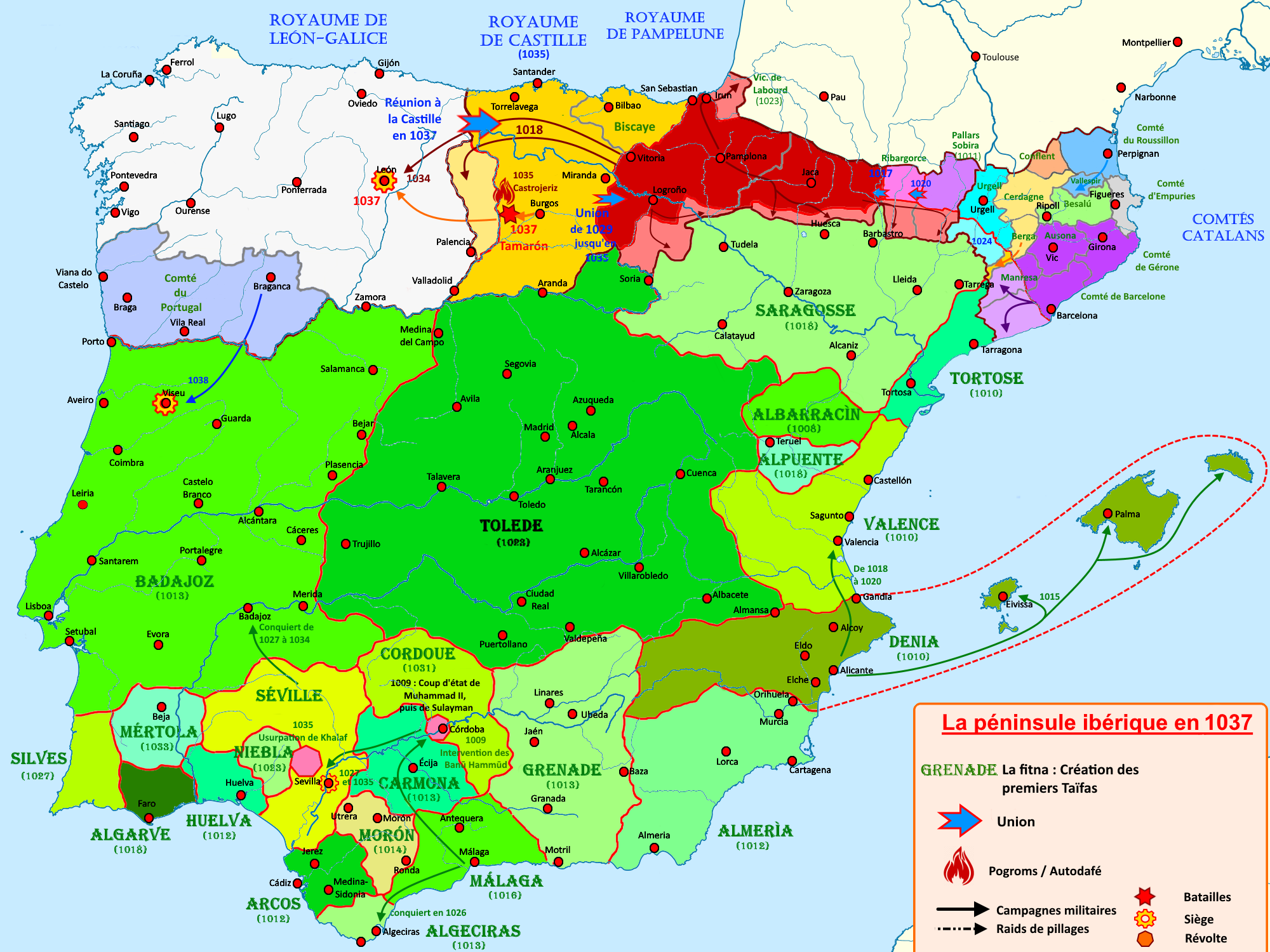
Première taïfa de Badajoz, en 1037
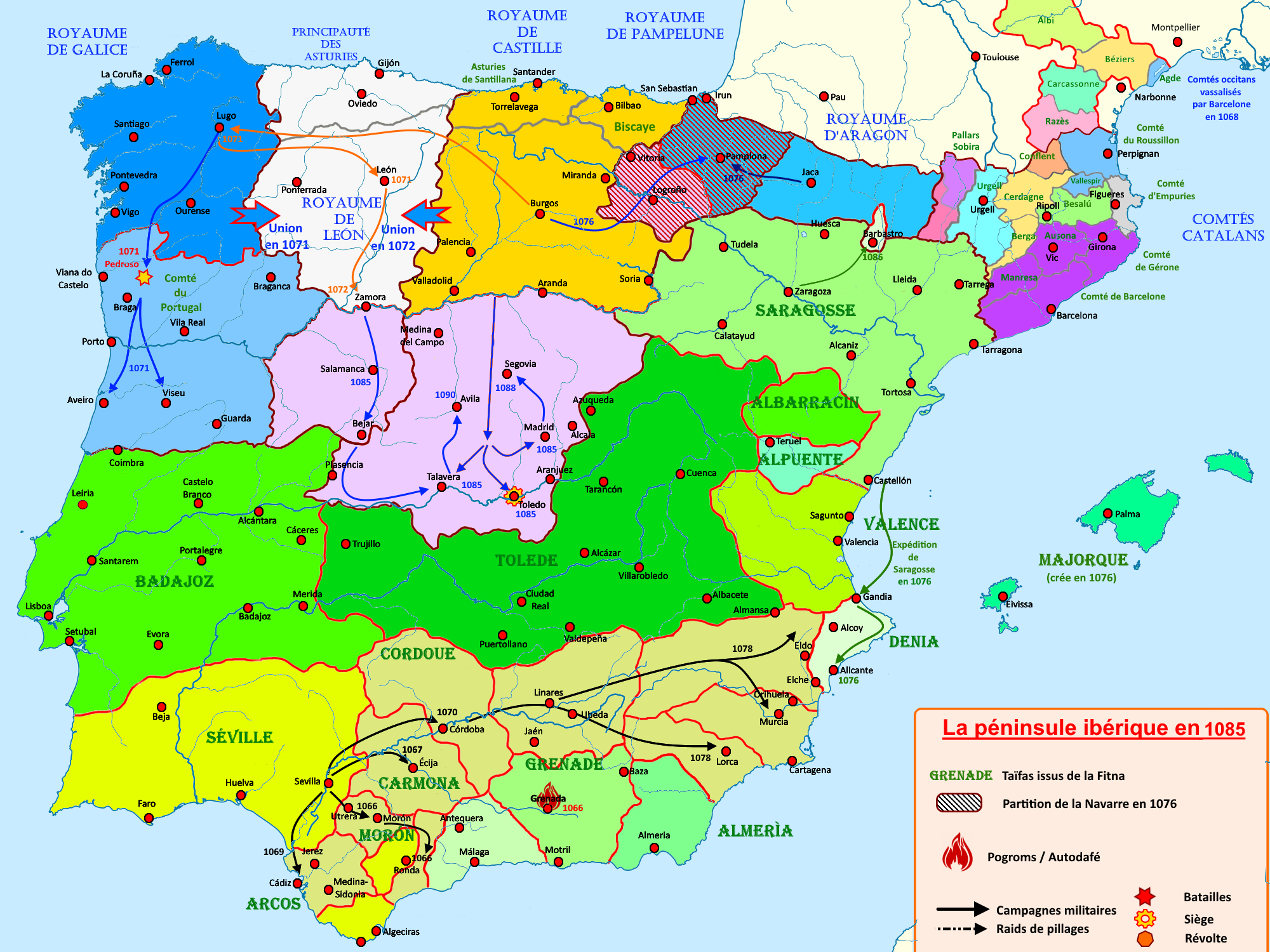
La première taïfa de Badajoz, en 1085

### Domination almoravide (1094 - 1145)
Après sa chute aux mains des Almoravides, Badajoz devient l'une des forteresses les plus importantes et une base militaire frontalière d'où peuvent être lancées des attaques contre les états chrétiens, comme en 1110-1111 lorsque Syr ibn Abi Bakr attaque le Comté de Portugal. Les musulmans reprennent ainsi Santarém en 1111 mais échouent devant Coimbra en 1117. Les Almoravides affrontent également, sans succès, les Portugais à la bataille d'Ourique en 1139,.

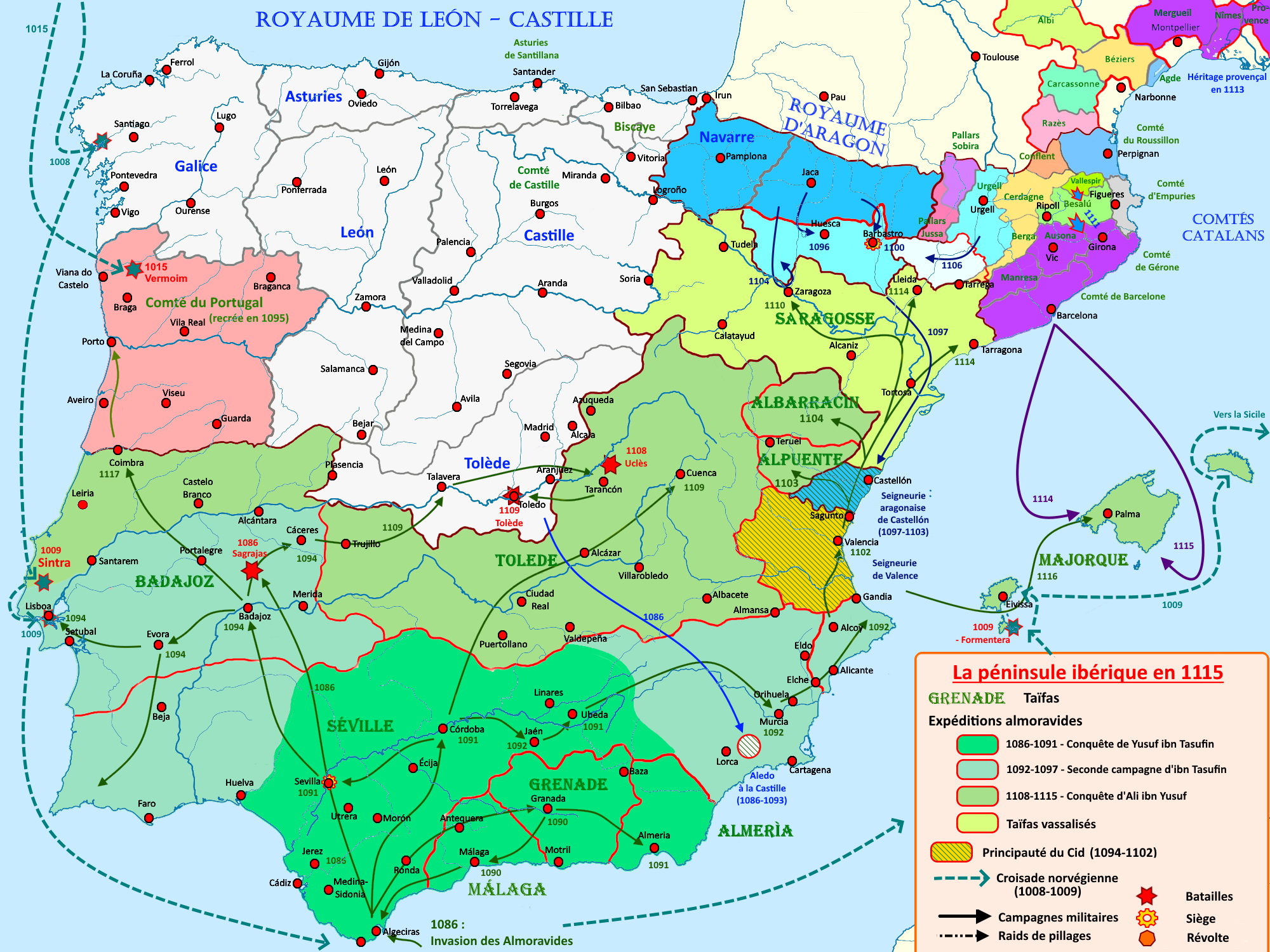
La conquête almoravide de 1085 à 1115 dans la Péninsule Ibérique
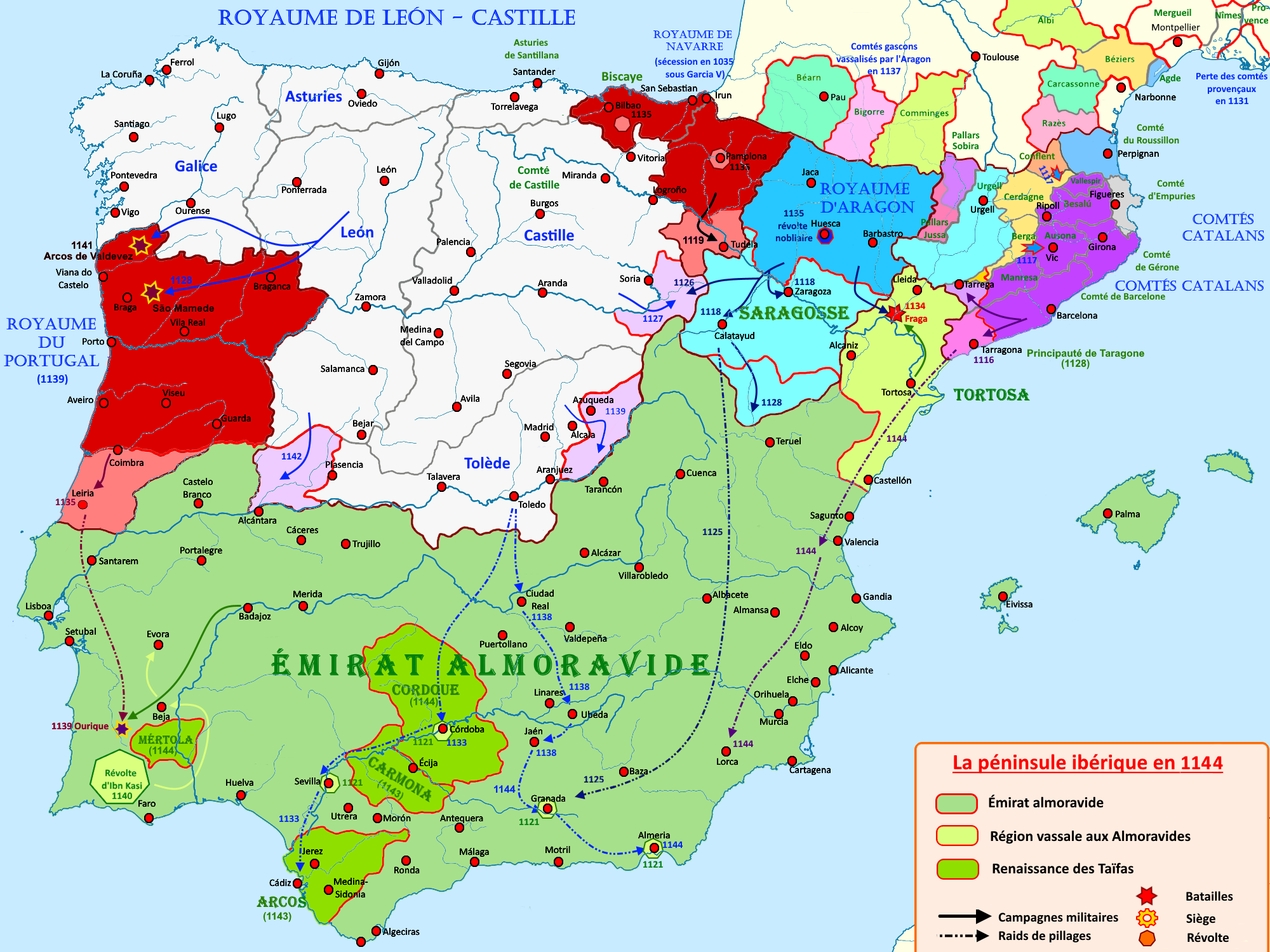
Le déclin des Almoravides de 1115 à 1144

### Deuxième période de la taïfa (1145 - 1150)
En 1144, les Almoravides sont en difficulté au Maghreb face aux Almohades et doivent battre en retraite. Dans la partie occidentale de la péninsule ibérique, une révolte du soufi Abu-l-Qásim ben Husáyn ben Qasi a lieu à Mértola. De même, Sidray ibn Wazir se révolte à Beja et reconnaît Ben Qasi. En 1145, Sidray fait la conquête de Badajoz  et cesse de reconnaître Ben Qasi  pour établir son règne sur la région:
- Sidray ibn Wazir (1145-1146)
- Muhammad ben Ali ben al-Hachcham (1146-1150)

Cette période se termine avec l'invasion des Almohades qui annexent la taïfa en 1150.

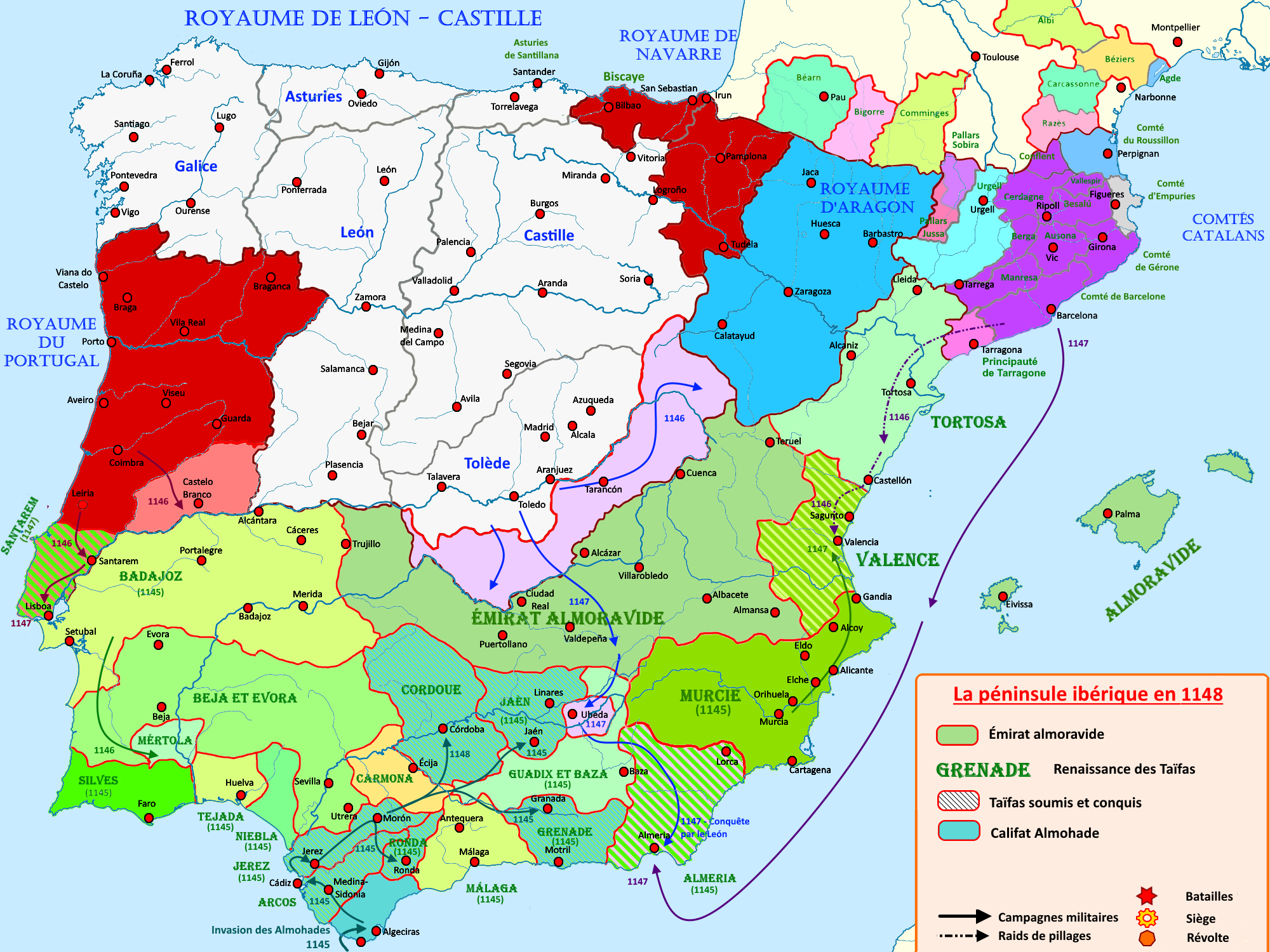
La seconde taïfa de Badajoz, en 1148

### De la domination Almohade à la reconquête chrétienne (1150 - 1230)
Badajoz tombe aux mains des Almohades en 1150, Évora tombe entre les mains des portugais en 1159 et est reprise par les Maures en 1162.
En 1169, le roi de Portugal assiege la ville de Badajoz mais les Almohades la conserve grâce à l'aide du roi de Léon ,. 
Les portugais reconquièrent Alcácer do Sal en 1217.

En 1230, Badajoz tombe aux mains d'Alphonse IX de León et reste ensuite aux mains des chrétiens.

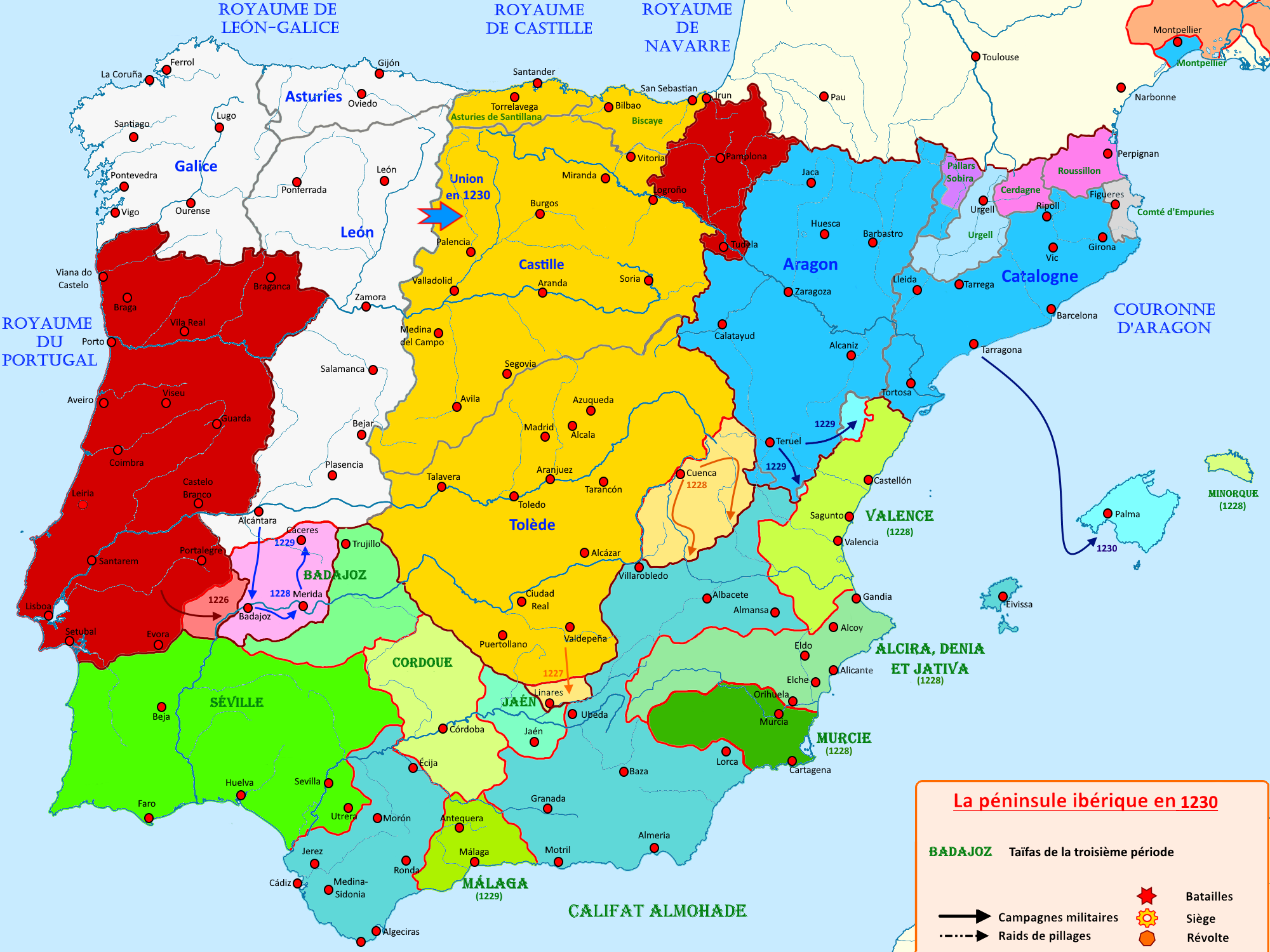
La conquête de Badajoz en 1230

## Culture
Sous la règne des rois aftasides, Badajoz est l'un des principaux foyers de la culture andalouse, au vu de l'importance accordée par les deux rois, Al-Mudaffar et Omar ibn Muhammad al-Mutawakkil aux sages et aux poètes. Al-Mudaffar lui même est un érudit et passionné de poésie qui a rédigé plusieurs ouvrages, dont une encyclopédie de cinquante ou cent volumes, appelée al-Muzaffari (mémoire des événements). Parmi les poètes qui sont passés par Badajoz pendant l'époque aftasides : Ibn Yak, Ibn al-Labbana, Ibn Muqana, les trois frères Ibn Qabturnu originaires de Badajoz et Ibn Abdoun l'éminent poète de la cour aftaside. 
La ville de Badajoz a également été témoin du passage d'Ibn al-Sīd al-Baṭalyawsī, premier philosophe ou sage du monde musulman occidental dont les œuvres écrites ont survécu, à la cour du roi aftaside Al-Mudaffar. Son éducation a grandement bénéficié des arts et de la littérature prospères de la ville sous le règne de ce monarque .

## Architecture
L'histoire du royaume de Badajoz a laissé le témoignage architectural d'Alcazaba, dont l'enceinte a été restauré par le premier souverain Aftasi avec de la pierres mêlées de la chaux, qui est un procédé inhabituel dans la région.

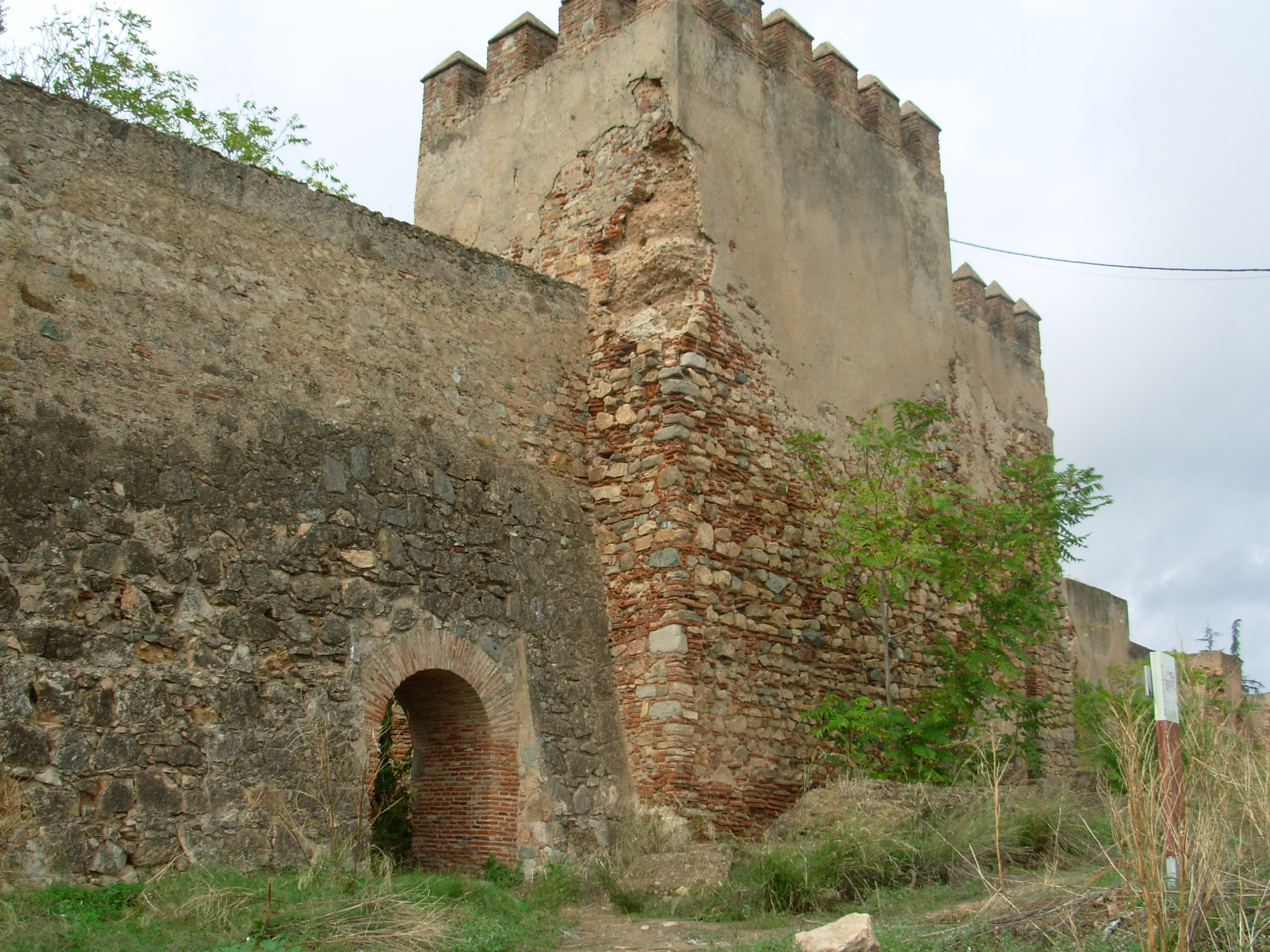
La porte d'Alpendiz.
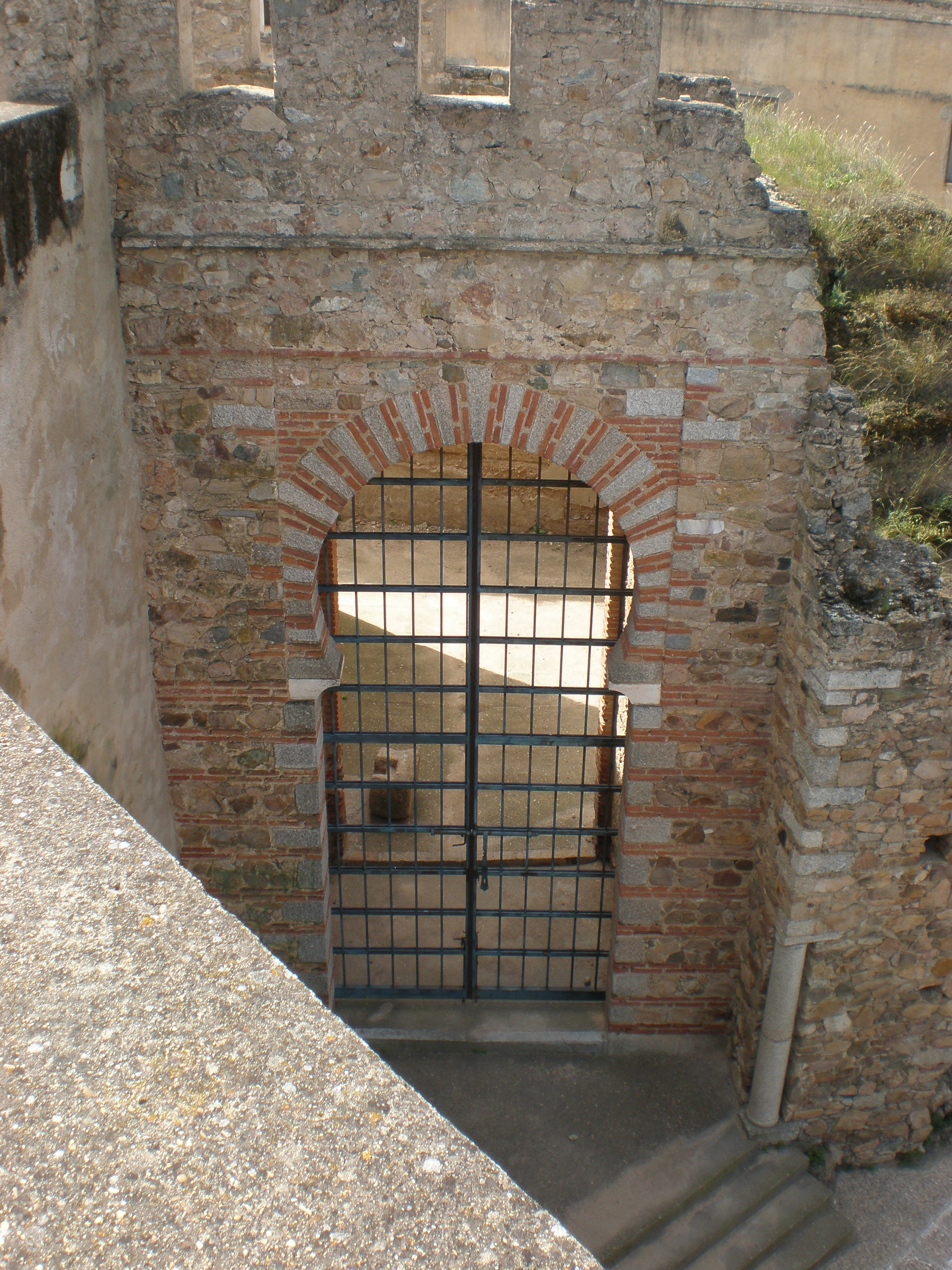
La porte de Yelves.
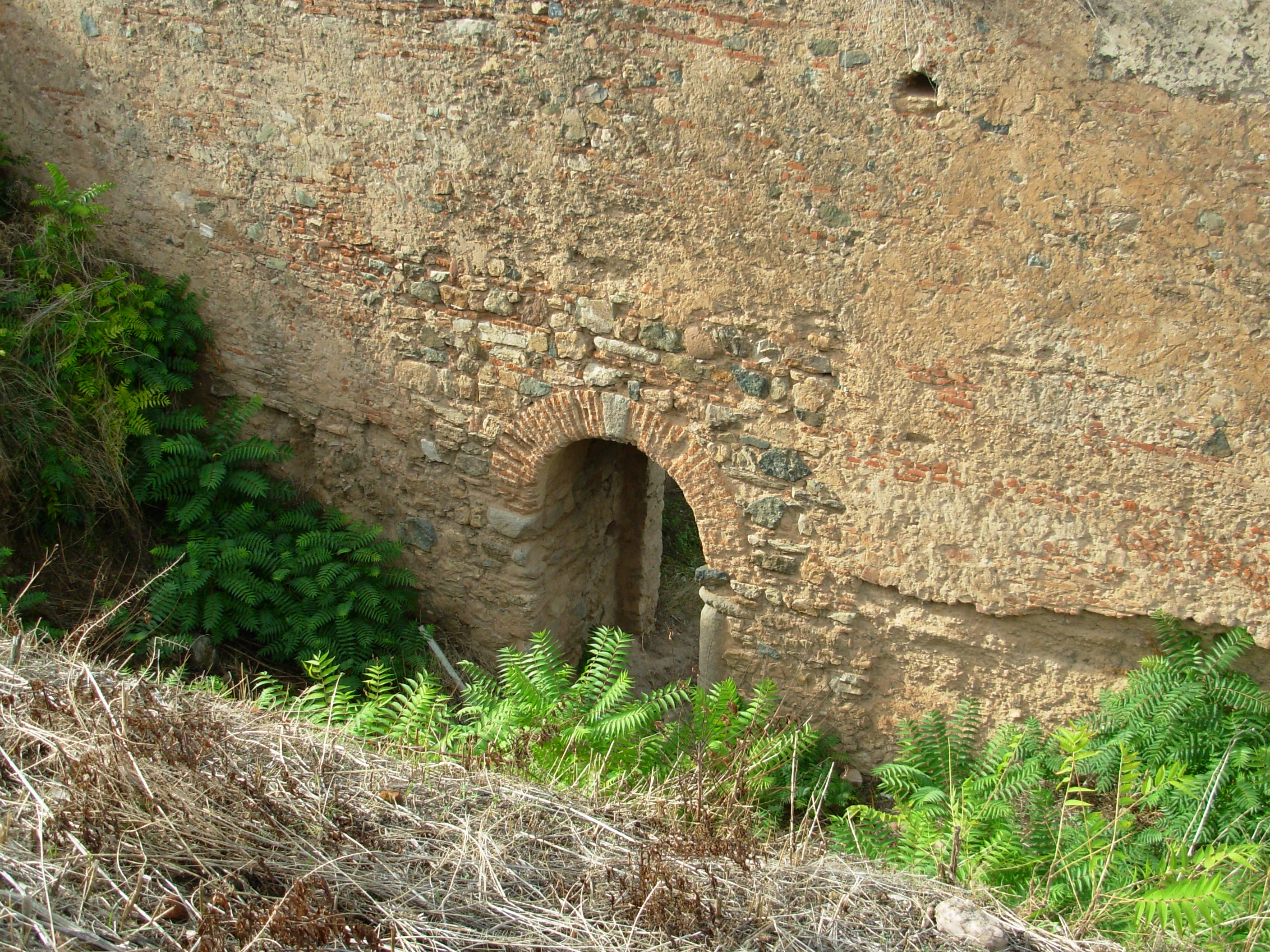
La porte de la Coraxa.
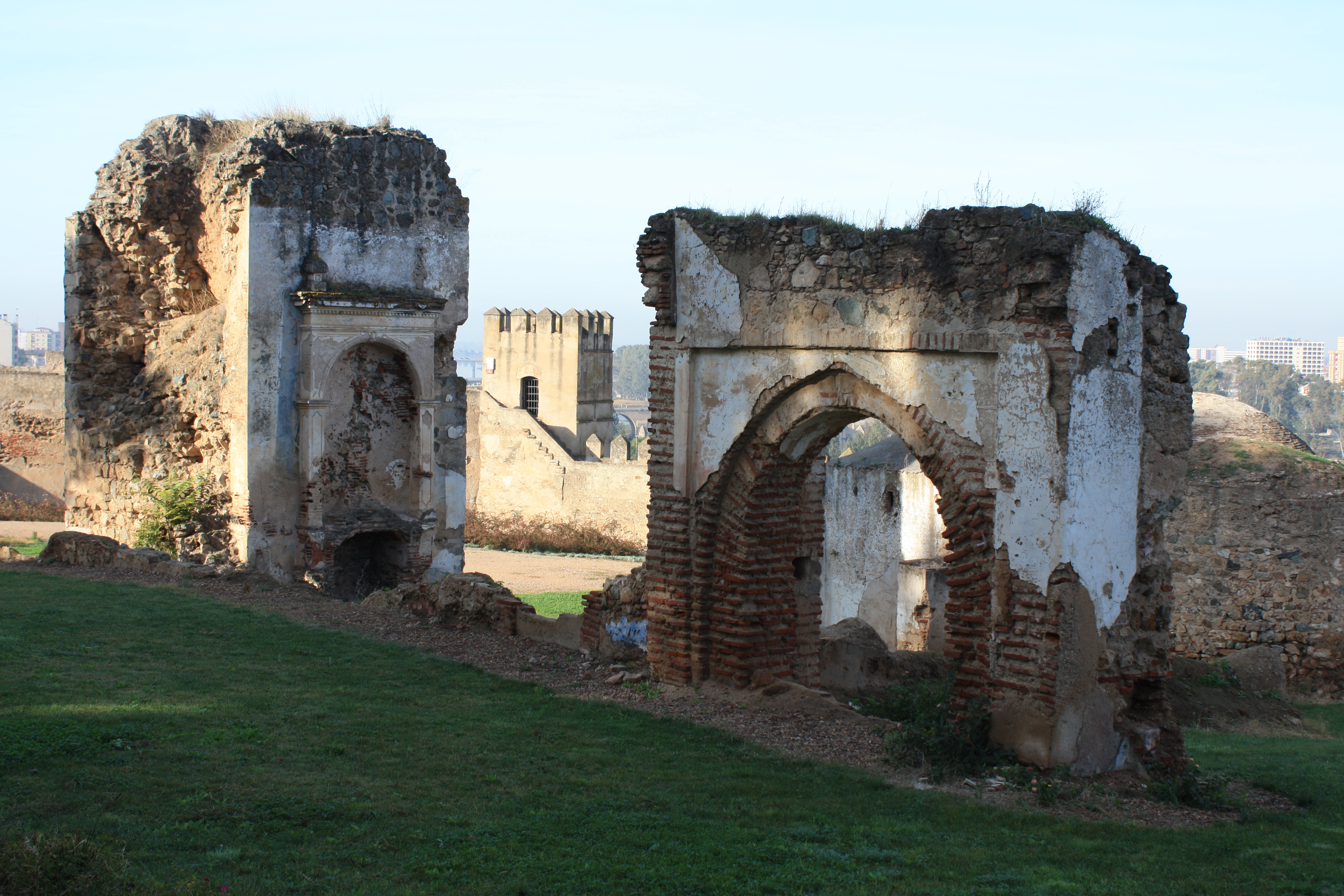
Ruines d'Alcazaba (Badajoz).
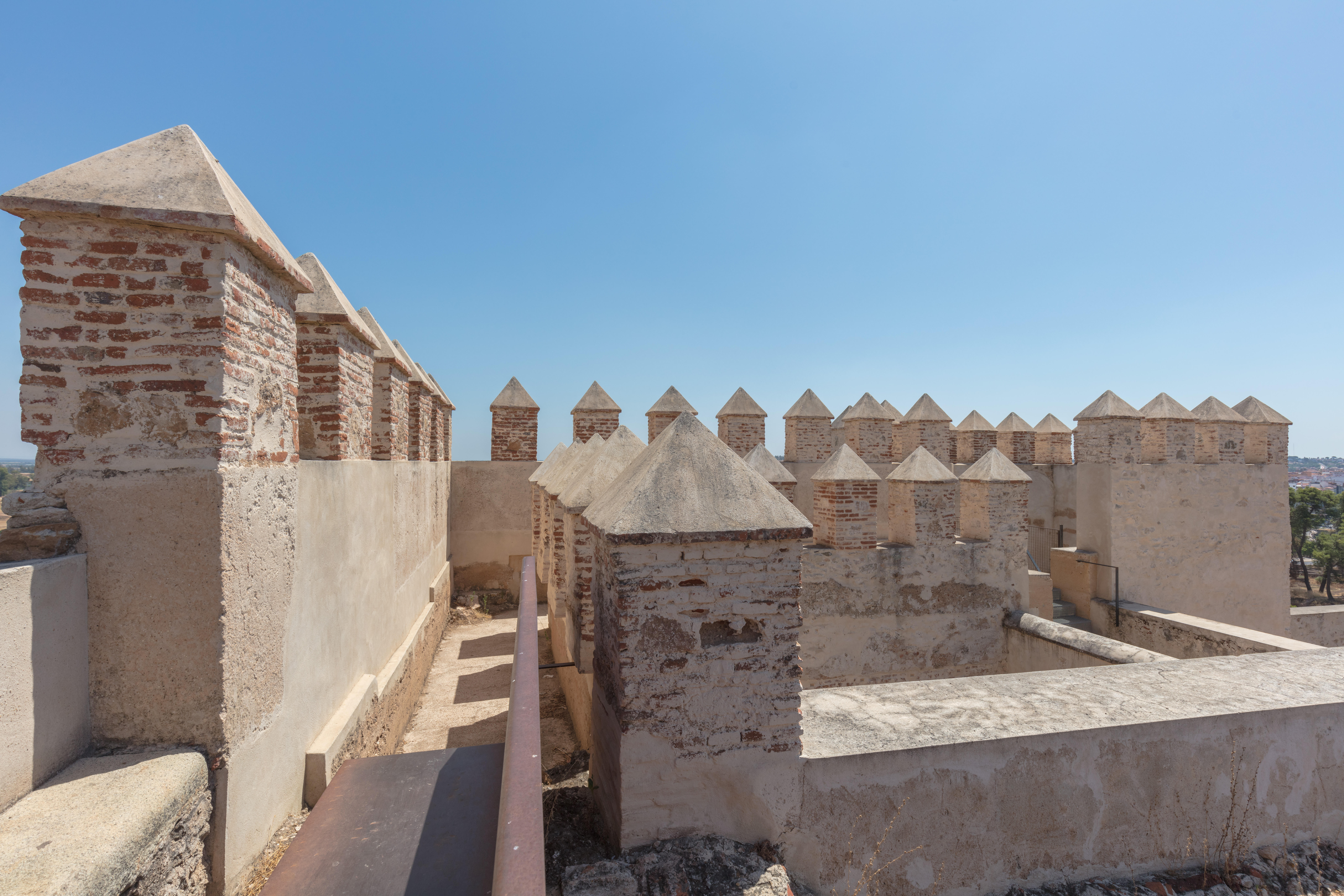
Murs d'Alcazaba (Badajoz).

## Monnaie
Les numismates attribuent la frappe de certaines pièces d'or, d'argent et de cuivre de la période d'Al-Andalus aux aftasides de Badajoz, qui apparaissent en plus ou moins grand nombre dans les collections du Musée ethnographique portugais. Ces pièces portent les noms des souverains aftasides : Abdallah ibn Al-Aftas, Al-Mudaffar, Yahya et Omar ibn Muhammad al-Mutawakkil .

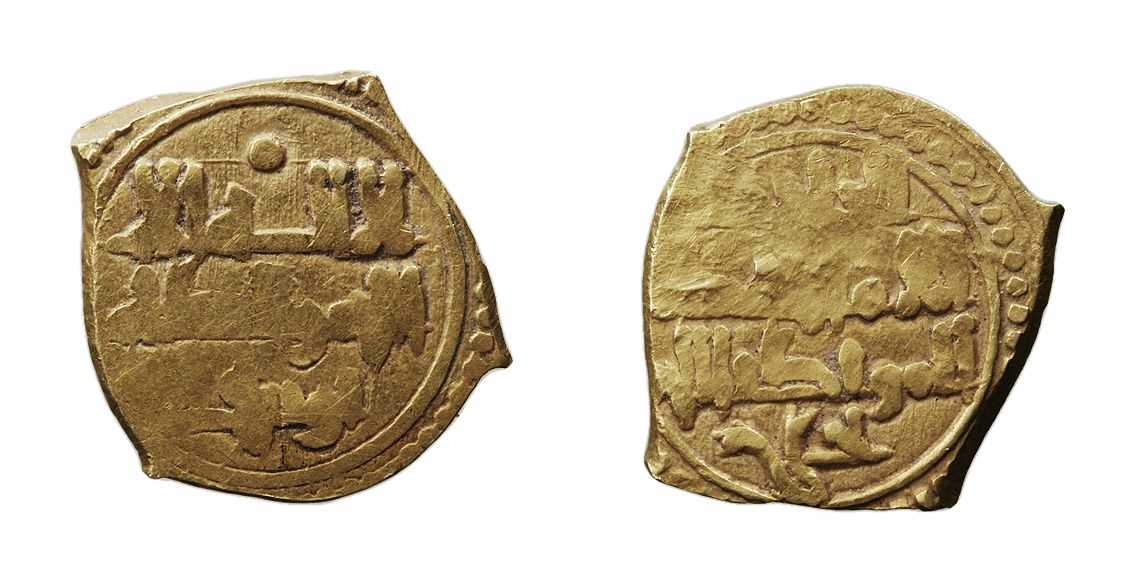
Fraction de dinar d'or frappée par la Taïfa de Badajoz sous le règne de Yahya ibn Muhammad al-Mansur.

## Voir également
- Époque des taïfas